# Chansons jouées à Woodstock
Pour un article plus général, voir Festival de Woodstock.
 (décembre 2018).
Si vous disposez d'ouvrages ou d'articles de référence ou si vous connaissez des sites web de qualité traitant du thème abordé ici, merci de compléter l'article en donnant les références utiles à sa vérifiabilité et en les liant à la section « Notes et références ».
Voici la liste des chansons jouées au Festival de Woodstock, en 1969. Il y eut en tout 295 morceaux joués en trois jours.

## Vendredi 15 août

### Richie Havens(sept rappels)
17h07 - 17h50
1. From the Prison
2. Get Together
3. From the Prison (Reprise)
4. I'm a Stranger Here
5. High Flying Bird
6. I Can't Make It Anymore

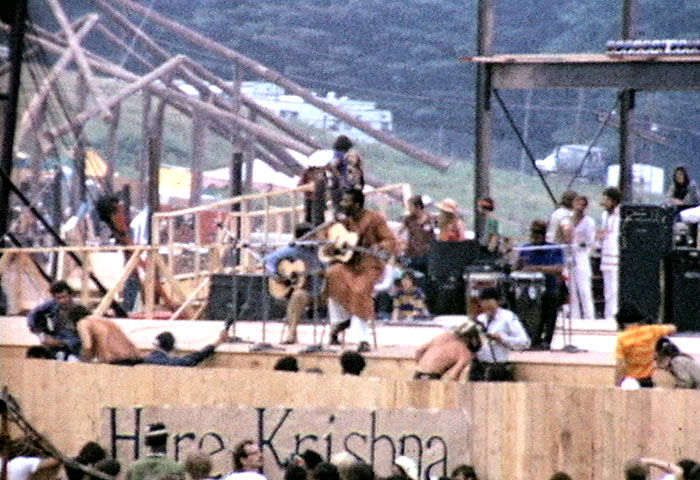
Richie Havens à Woodstock

7. With a Little Help from My Friends
8. Handsome Johnny
9. Strawberry Fields Forever / Hey Jude
10. Freedom (Motherless Child)

Richie Havens ouvre le festival à la place du groupe Sweetwater, bloqué dans la circulation. N'ayant plus de chansons à jouer, Havens improvise sur le vieil air gospel Motherless Child ; Freedom devient l'un des hymnes du festival.

### Swami Satchidananda
19h10 - 19h20

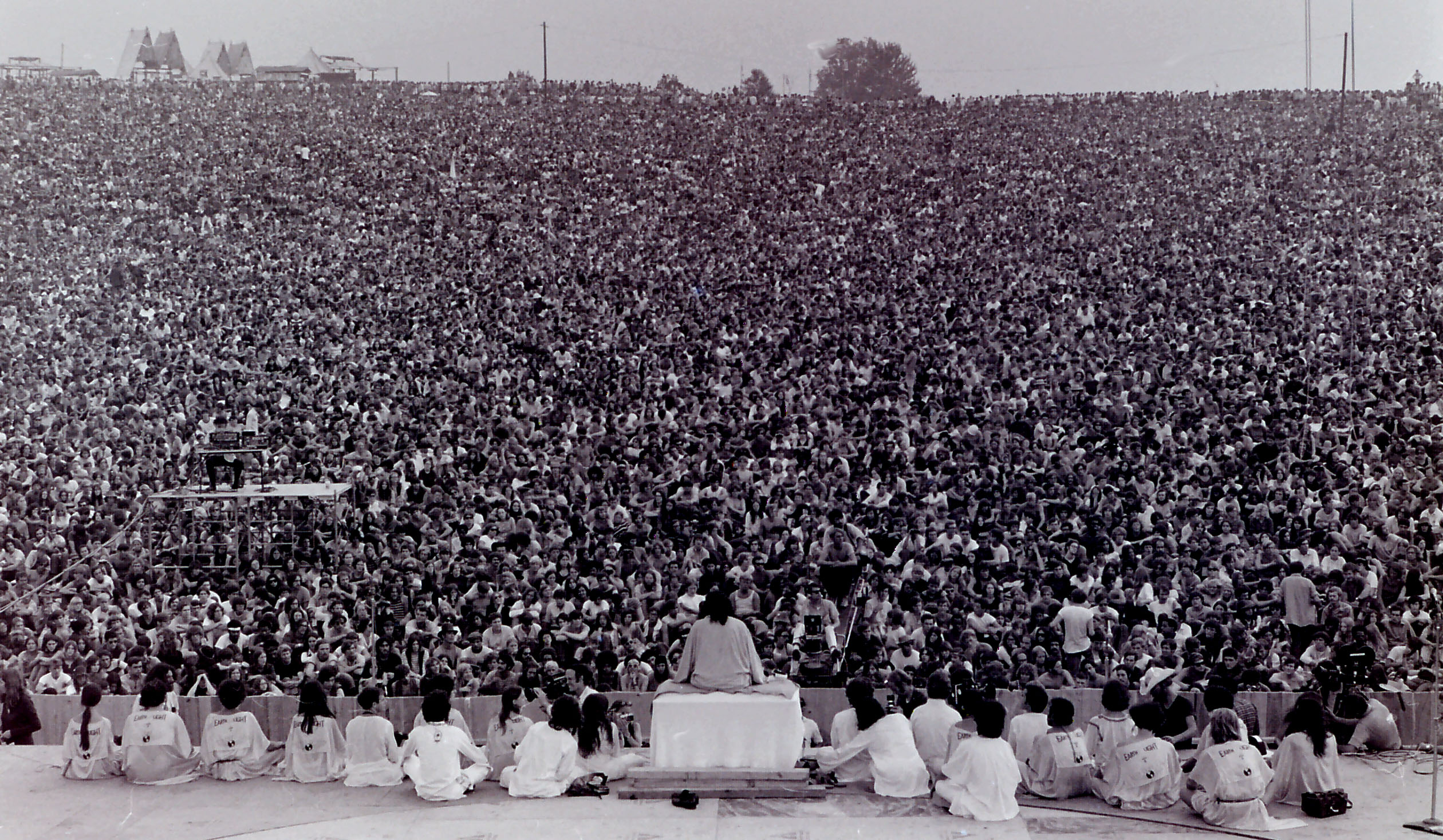
La cérémonie d'ouverture

Le Sri Swami Satchidananda prononce le discours d'ouverture du festival.

### Sweetwater
19h30 - 20h10
1. Motherless Child
2. Look Out
3. For Pete's Sake
4. What's Wrong
5. Crystal Spider
6. Two Worlds
7. Why Oh Why
8. Let The Sunshine In
9. Oh Happy Day
10. Day Song

### Bert Sommer
20h20 - 21h15
1. Jennifer
2. The Road to Travel
3. I Wondered Where You Be
4. She's Gone
5. Things Are Going My Way
6. And When It's Over
7. Jeanette
8. America
9. A Note That Read
10. Smile

### Tim Hardin
21h20 - 21h45
1. Hang On To A Dream
2. Susan
3. If I Were a Carpenter
4. Reason To Believe
5. You Upset The Grace Of Living When You Lie
6. Speak Like A Child
7. Snow Whitte Lady
8. Blue On My Ceiling
9. Simple Song Of Freedom
10. Misty Roses

### Ravi Shankar
22h00 - 22h35
Ravi Shankar joue sous la pluie.
1. Raga Puriya-Dhanashri (Gat In Sawarital)
2. Tabla Solo In Jhaptal
3. Raga Manj Kmahaj (AIap, Jor, Dhun In Kaharwa Tal)

### Melanie
22h50 - 23h20
1. Close To It All
2. Momma Momma
3. Beautiful People
4. Animal Crackers
5. Mr. Tambourine Man
6. Tuning My Guitar
7. Birthday Of The Sun

### Arlo Guthrie
23h55 - 0h25
1. Coming Into Los Angeles
2. Wheel Of Fortune
3. Walking Down the Line
4. Arlo speech : Exodus
5. Oh Mary, Don't You Weep
6. Every Hand In The Land
7. Amazing Grace

### Joan Baez
0h55 - 2h00
Joan Baez est alors enceinte de 6 mois.
1. Histoire de l'arrestation de son mari, David Harris (en)
2. Oh Happy Day
3. Last Thing On My Mind
4. Joe Hill
5. Sweet Sir Galahad
6. Hickory Wind
7. Drugstore Truck Drivin' Man (avec Jeffrey Shurtleff)
8. One Day At A Time
9. Why Was I Tempted To Roam
10. Let Me Wrap You In My Warm And Tender Love
11. Swing Low, Sweet Chariot
12. We Shall Overcome

## Samedi 16 août

### Quill
12h15 - 12h45
1. They Live the Life
2. That's How I Eat
3. Driftin'
4. Waitin' For You

### Country Joe McDonald
13h00 - 13h30
Country Joe McDonald joue sans son groupe, The Fish.
1. Janis
2. Donovan's Reef
3. Heartaches By The Number
4. Ring Of Fire
5. Tennessee Stud
6. Rockin All Around the World
7. Flyin' High All the Way
8. Seen a Rocket
9. The "Fish" Cheer/I-Feel-Like-I'm-Fixin'-To-Die Rag (2x)

### Santana
14h00 - 14h45
1. Waiting
2. Evil Ways
3. You Just Don't Care
4. Savor
5. Jingo
6. Persuasion
7. Soul Sacrifice
8. Fried Neckbones

### John B. Sebastian
15h30 - 15h55
Il ne devait pas apparaître dans le concert, mais comme les artistes prévus tardaient à arriver, les organisateurs lui proposèrent de chanter.
1. How Have You Been
2. Rainbows Over Your Blues
3. I Had a Dream
4. Darlin' Be Home Soon
5. Younger Generation

### Keef Hartley Band
16h45 - 17h30
1. Spanish Fly
2. She's Gone
3. Too Much Thinking
4. Believe in You
5. Halfbreed Medley : Sinnin' For You (intro)/Leavin' Trunk/Just To Cry/Sinnin' for You

### The Incredible String Band
18h00 - 18h30
1. Invocation
2. The Letter
3. This Moment
4. Come With Me
5. When You Find Out Who You Are

### Canned Heat
19h30 - 20h30
1. I'm Her Man
2. Going Up the Country
3. A Change Is Gonna Come / Leaving This Town
À ce moment-là, un spectateur monte sur scène pour rencontrer le chanteur Bob Hite, qui lui offre une cigarette et lui laisse la possibilité d'écouter la chanson sur scène malgré les réticences du (peu efficace) service d'ordre.
4. I Know My Baby
5. Woodstock Boogie
6. On the Road Again

### Mountain
21h00 - 22h00
1. Blood of the Sun
2. Stormy Monday
3. Theme For An Imaginary Western
4. Long Red
5. For Yasgur's Farm (Who Am I But You And The Sun)
6. Beside The Sea
7. Waiting to Take You Away
8. Dreams of Milk and Honey
9. Southbound Train

### Grateful Dead
22h30 - 0h05
1. St. Stephen
2. Mama Tried
3. Dark Star / High Time
4. Turn On Your Love Light

La performance des Grateful Dead est gâchée par des problèmes techniques, à un point tel qu'ils diront par la suite qu'il s'agissait du pire concert qu'ils aient jamais donné. Ils n'apparaissent d'ailleurs pas dans le film tiré du festival.

### Creedence Clearwater Revival
0h30 - 1h20
1. Born on the Bayou
2. Green River
3. Ninety-Nine and a Half (Won't Do)
4. Bootleg
5. Commotion
6. Bad Moon Rising
7. Proud Mary
8. I Put a Spell on You
9. Night Time is the Right Time
10. Keep On Chooglin'
11. Susie Q

Le groupe Creedence Clearwater Revival n'apparaît pas dans le film à cause de problèmes techniques liés au matériel et du son lors de l'enregistrement qui était désastreux. En outre, le groupe a joué très tard à cause des retards divers, dans la nuit noire, devant une foule endormie et dispersée à cause de la peu glorieuse performance du Grateful Dead et de l'heure avancée. Quelques chansons filmées ont été incluses dans le DVD sorti pour les 40 ans du festival (avec un son et une image remastérisées).

### Janis Joplin(deux rappels)
2h00 - 3h00
1. Raise Your Hand
2. As Good As You've Been to This World
3. To Love Somebody
4. Summertime
5. Try (Just a Little Bit Harder)
6. Kosmic Blues
7. I Can't Turn You Loose
8. Work Me, Lord
9. Piece of My Heart
10. Ball and Chain

### Sly and the Family Stone(trois rappels)
3h30 - 4h20
1. M’Lady
2. Sing a Simple Song
3. You Can Make It If You Try
4. Everyday People
5. Dance to the Music
6. Music Lover
7. (I Want to Take You) Higher
8. Love City
9. Stand !

### The Who
5h00 - 6h05
1. Heaven and Hell
2. I Can't Explain
3. It's a Boy
4. 1921
5. Amazing Journey
6. Sparks
7. Eyesight to the Blind
8. Christmas
9. Tommy, Can You Hear Me?
10. Acid Queen
11. Pinball Wizard
Interruption due à un militant, Abbie Hoffman, éjecté de la scène par Pete Townshend.
12. Do You Think It's Alright
13. Fiddle About
14. There's a Doctor I've Found
15. Go to the Mirror !
16. Smash the Mirror
17. I'm Free
18. Tommy's Holiday Camp
19. We're Not Gonna Take It
20. See Me, Feel Me
21. Listening To You
22. Summertime Blues
23. Shakin' All Over
24. My Generation
25. Naked Eye

## Dimanche 17 août et lundi 18 août
Le concert aurait dû s'arrêter le 17 août, mais à l'aube du lundi 18, les artistes jouent encore.

### Jefferson Airplane
8h00 - 8h40
1. The Other Side of This Life
2. Somebody to Love
3. 3/5ths Of A Mile In 10 Seconds
4. Won't You Try / Saturday Afternoon
5. Eskimo Blue Day
6. Plastic Fantastic Lover
7. Wooden Ships
8. Uncle Sam's Blues
9. Volunteers
10. The Ballad Of You And Me And Pooneil
11. Come Back Baby
12. White Rabbit
13. The House At Pooneil Corners

### The Grease Band (Pre-Joe Cocker)
1. jam
2. 40,000 Headman

### Joe Cockerwith The Grease Band
14h00 - 15h25
1. Dear Landlord
2. Something's Coming' On
3. Do I Still Figure In You Life
4. Feelin' Alright
5. Just Like A Woman
6. Let's Go Get Stoned
7. I Don't Need No Doctor
8. I Shall Be Released
9. Hitchcock Railway
10. Something To Say

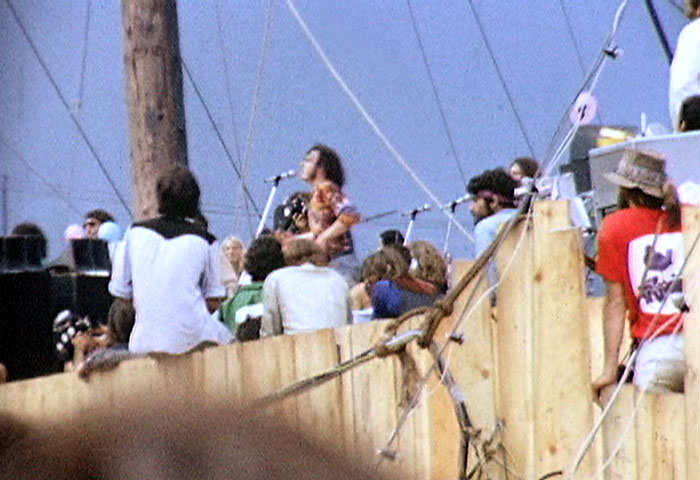
Joe Cocker à Woodstock

11. With a Little Help from My Friends

Une tempête provoque une interruption de plusieurs heures.

### Country Joe and the Fish
18h30 - 20h00
1. Rock & Soul Music
2. Love
3. Not So Sweet Martha Lorraine
4. Sing Sing Sing
5. Summer Dresses
6. Friend, Lover, Woman, Wife
7. Silver And Gold
8. Maria
9. The Love Machine
10. Ever Since You Told Me That You Love Me (I'm A Nut)
11. short jam
12. Crystal Blues
13. Rock & Soul Music (reprise)
14. The "Fish" Cheer / I-Feel-Like-I'm-Fixin'-To-Die Rag

### Ten Years After
20h15 - 21h15
1. Spoonful
2. Good Morning Little Schoolgirl (part 1, 2 & 3)
3. Hobbit
4. I Can't Keep From Crying Sometimes
5. Help Me
6. I'm Going Home

### The Band
22h00 - 22h50
1. Chest Fever
2. Don't Do It
3. Tears of Rage
4. We Can Talk About It Now
5. Long Black Veil
6. Don't You Tell Henry
7. Ain't No More Cane
8. This Wheel's on Fire
9. I Shall Be Released
10. The Weight
11. Loving You Is Sweeter Than Ever

### Johnny Winter
0h00 - 1h05
Il est accompagné par son frère Edgar Winter sur trois morceaux.
1. Mama, Talk to Your Daughter/Six Feet In The Ground
2. Leland Mississippi Blues
3. Mean Town Blues
4. Mean Mistreater
5. I Can't Stand It (avec Edgar Winter)
6. Tobacco Road (avec Edgar Winter)
7. Tell The Truth (avec Edgar Winter)
8. Johnny B. Goode

### Blood, Sweat and Tears
1h30 - 2h30
1. More and More
2. Just One Smile
3. Something Coming On
4. More Than You Ever Know
5. Spinning Wheel
6. Sometimes In Winter
7. Smiling Phases
8. God Bless The Child
9. And When I Die
10. You've Made Me So Very Happy

### Crosby, Stills, Nash & Young
3h00 - 4h00
- Partie acoustique
  1. Suite: Judy Blue Eyes
  2. Blackbird
  3. Helplessly Hoping
  4. Guinnevere
  5. Marrakesh Express
  6. 4 + 20
  7. Mr. Soul
  8. Wonderin' 
  9. You Don't Have to Cry

- Partie électrique
  1. Pre-Road Downs
  2. Long Time Gone
  3. Bluebird
  4. Sea of Madness
  5. Wooden Ships
  6. Find the Cost of Freedom
  7. 49 Bye-Byes

### Paul Butterfield Blues Band
6h00 - 6h45
1. Born Under A Bad Sign
2. Driftin' And Driftin'
3. Morning Sunrise
4. All In A Day
5. Love March
6. Everything's Gonna Be Alright

### Sha Na Na
7h30 - 8h00
1. Get A Job
2. Come Go With Me
3. Silhouettes
4. Teen Angel
5. Her Lastest Flame
6. Wipeout
7. (Who Wrote) The Book of Love
8. Little Darling
9. At the Hop
10. Duke of Earl
11. Get A Job (reprise)

### Gypsys Sun & Rainbows (groupe deJimi Hendrix) (un rappel)
Le guitariste Jimi Hendrix avait formé un nouveau groupe, cette fois-ci éphémère, intitulé Gypsys Sun & Rainbows le temps du concert à Woodstock. Tous les détails sur ce concert est dans l'article indiqué ci-dessus.
9h00 - 11h10
1. Message to Love (Message to the Universe)
2. Hear My Train a-Comin' (Get My Heart Back Together)
3. Spanish Castle Magic
4. Red House, Jimi casse une corde, mais continue tout de même
5. Mastermind (écrit et chanté par Larry Lee, non présent sur l’album)
6. Lover Man
7. Foxy Lady
8. Jam Back at the House (Beginnings)
9. Izabella
10. Gypsy Woman~Aware of Love (2 chansons de Curtis Mayfield avec Larry Lee au chant, non présent sur l’album)
11. Fire
12. Voodoo Child (Slight Return)
13. The Star-Spangled Banner
14. Purple Haze
15. Woodstock Improvisation
16. Villanova Junction Blues
17. Hey Joe (dernière chanson jouée au festival) (bis)